# Kristoffer Hellman
Kristoffer Hellman, också kallad Risto, är en f.d. medlem i bandet Svenska Akademien, där han rappade. Han var en av grundmedlemmarna i bandet tillsammans med Carl-Martin Vikingsson och Simon Vikokel och spelade in de första låtarna med dom, fast slutade innan albumet Med anledning av släpptes 2002. Risto medverkar dock på låten "Landets krona" på albumet.